# Habib Thiam

Habib Thiam (1960)

Habib Thiam (* 21. Januar 1933 in Dakar; † 26. Juni 2017) war ein senegalesischer Politiker. Er war von 1981 bis 1983 und von 1991 bis 1998 Premierminister des Senegal.

## Frühe Jahre
Nach dem Schulbesuch in Dakar, der Hauptstadt Französisch-Westafrikas, besuchte er das Lycée Louis-le-Grand in Paris. Später besuchte er die Universität und die École Nationale de la France d'Outre-Mer (ENFOM) in Paris. Er machte einen Abschluss in Rechtswissenschaft und Politikwissenschaft. Zeitweise war er für das französische Finanzministerium und die Banque de France tätig.

## Politische Laufbahn
Seit der Unabhängigkeit des Senegal am 20. Juni 1960 bekleidete er eine Reihe von Regierungsämtern. Im September 1960 wurde er Kabinettsdirektor im Außenministerium, im November 1962 übernahm er dieselbe Position im Justizministerium, und im Dezember 1962 wurde er Staatssekretär im Amt des Staatspräsidenten. Von März 1963 bis März 1968 gehörte er als Minister für Planung und Entwicklung dem Kabinett an und danach bis April 1973 als Minister für ländliche Entwicklung. Ab 1973 war er für die seit 1960 regierende Partei Parti Socialiste du Senegal (PPS) Parlamentsabgeordneter, Vizepräsident des Parlaments und Fraktionsvorsitzender. Für seine Partei war er zudem Mitglied in deren Politbüro und von 1969 bis 1975 für deren Pressearbeit sowie von 1975 bis 1982 für deren internationale Beziehungen zuständig. Zwischenzeitlich hatte er das Amt eines Gouverneurs der Weltbank inne.

## Premierminister
Am 1. Januar 1981 wurde er erstmals Premierminister, als sein Vorgänger Abdou Diouf die Nachfolge des zurückgetretenen Präsidenten Léopold Sédar Senghor antrat. Seine Amtszeit endete am 3. April 1983. Sein Nachfolger Moustapha Niasse amtierte noch bis zum 29. April, dann wurde das Amt durch eine Verfassungsänderung abgeschafft. Während seiner Amtszeit war er zudem Generalsekretär seiner Partei. Diouf war nun Staats- und Regierungschef, Thiam seit den Parlamentswahlen vom 27. Februar 1983 Parlamentspräsident. Im April 1984 trat er von diesem Posten zurück. Von November 1984 bis April 1991 fungierte er als Präsident des Verwaltungsrates der Bank Banque Internationale pour le Commerce et l’Industrie du Sénégal (BICIS).
Seine zweite Amtszeit begann am 8. April 1991, als das Amt des Regierungschefs wieder eingeführt wurde. Präsident war weiterhin Diouf, der im Februar 1993 wiedergewählt wurde. Bei den Parlamentswahlen am 9. Mai 1993 wurde seine Partei trotz Verlusten mit 84 der 120 Sitze als dominierende Kraft bestätigt. Ein ähnliches Ergebnis erzielte die Partei bei den zweiten Parlamentswahlen während seiner Amtszeit am 24. Mai 1998, als sie 93 der 140 Sitze erhielt. 1993 unterzeichnete er einen Waffenstillstand mit den Separatisten in der südlichen Region Casamance; der dortige Konflikt flackerte aber auch in den Folgejahren sporadisch auf.
Anfang 1994 geriet seine Regierung durch wirtschaftliche Probleme und die deutliche Abwertung des CFA-Franc unter Druck. Im März 1995 bildete Thiam eine neue Regierung, der auch Vertreter der bislang oppositionellen Partei Parti Démocratique Sénégelais (PDS) des späteren Präsidenten Abdoulaye Wade angehörten. Die Minister der PDS, darunter Abdoulaye Wade, verließen im März 1998 vor den Parlamentswahlen, die im Mai stattfanden, die Regierung. Seine Amtszeit endete durch seinen Rücktritt am 3. Juli 1998.

## Privates
Thiam war 1954 und 1957 französischer Meister im 200-Meter-Lauf und feierte mehrere Erfolge bei Studentenmeisterschaften.
Er war seit 1981 mit Anne Majken Hessner verheiratet. Sie ist gebürtige Dänin und ehemaliges sozialdemokratisches Mitglied des dänischen Parlaments.

## Auszeichnungen
- Grand Croix de l’Ordre du Mérite français
- Grand Cordon de l’Ordre national du Cèdre
- Grand Cordon de l’Etoile brillante de l’Ordre National de la République de Chine
- Grand Officier de la République tunisienne
- Silvesterorden
- Verdienstorden der Bundesrepublik Deutschland